# Unitat perifèrica de Kastorià
La unitat perifèrica de Kastorià (en grec: Νομός Καστοριάς) és una unitat perifèrica de Grècia. Es troba a la perifèria de Macedònia Occidental, la capital és Kastorià. Correspon a l'antiga prefectura de Kastorià.

## Municipis
| Municipi        | codi YPES | Capital        | Codi Postal | Prefix telefònic  |
| --------------- | --------- | -------------- | ----------- | ----------------- |
| Hàgia Triada    | 2501      | Maniakoi       | 521 00      | 24670-81          |
| Agioi Anargyroi | 2502      | Korisos        | 520 52      | 24670-51          |
| Akrites         | 2503      | Dipotamia      | 520 58      | 24670-91          |
| Ion Dragoumis   | 2508      | Vogatsiko      | 520 53      | 24670-95          |
| Kastorià        | 2509      |                | 521 00      | 24670-2 through 3 |
| Kleisoura       | 2511      |                | 520 54      | 24670-94          |
| Korestia        | 2512      | Makrochori     | 520 55      | 24670-84          |
| Makednos        | 2513      | Mavrochori     | 520 56      | 24670-74          |
| Mesopotamia     | 2504      |                | 520 50      | 24670-61          |
| Nestorio        | 2514      |                | 520 51      | 24670-31          |
| Orestida        | 2515      | Argos Orestiko | 522 00      | 24670-2           |
| Vitsi           | 2506      | Tihio          | 520 59      | 24670-72          |
| Arrenes         | 2505      | Eptachori      | 500 07      | 24670-72          |
| Gramos          | 2507      |                | 522 00      | 24670-42          |
| Kastraki        | 2510      | Ieropigi       | 520 50      | 24670-86          |